# Eurocodes
Eurocodes zijn Europese normen en richtlijnen voor de bouwwereld. Deze Europese normen zijn net als de NEN-normen opgesteld door wetenschappers en ingenieurs, gebruikers en vakmensen uit de praktijk.

## De codes
Er zijn 10 Eurocodes:
- Eurocode 0: Grondslagen van constructief ontwerp (EN 1990)
- Eurocode 1: Belastingen op constructies (EN 1991)
- Eurocode 2: Ontwerp en berekening van betonconstructies (EN 1992)
- Eurocode 3: Ontwerp en berekening van staalconstructies (EN 1993)
- Eurocode 4: Ontwerp en berekening van staal-betonconstructies (EN 1994)
- Eurocode 5: Ontwerp en berekening van houtconstructies (EN 1995)
- Eurocode 6: Ontwerp en berekening van constructies van metselwerk (EN 1996)
- Eurocode 7: Geotechnisch ontwerp (EN 1997)
- Eurocode 8: Ontwerp en berekening van aardbevingsbestendige constructies (EN 1998)
- Eurocode 9: Ontwerp en berekening van aluminiumconstructies (EN 1999)

Deze eurocodes zijn verder onderverdeeld in 58 verschillende onderdelen. Bovendien is er voor elk deelnemend land een nationale bijlage (NA).
In deze nationale bijlages worden de voor dat land geldende parameters vastgelegd. Daarnaast bevatten deze bijlagen verschillende uitbreidingen (als gevolg van vertalingen van de Engelstalige bronteksten) en toelichtingen die verband houden met eigen nationale normen en regelgeving. Alle NEN-normen op dit gebied worden vervangen door deze eurocodes.

## Onderverdeling
Eurocode 0 - Grondslagen 

EN 1990 Grondslagen van het constructief ontwerp

Eurocode 1 - Belastingen op constructies

EN 1991-1-1: Algemene belastingen - Volumieke gewichten, eigen gewicht, opgelegde belastingen voor gebouwen   

EN 1991-1-2: Algemene belastingen - Belasting bij brand   

EN 1991-1-3: Algemene belastingen - Sneeuwbelasting   

EN 1991-1-4: Algemene belastingen - Windbelasting   

EN 1991-1-5: Algemene belastingen - Thermische belasting   

EN 1991-1-6: Algemene belastingen - Belasting tijdens uitvoering   

EN 1991-1-7: Algemene belastingen - Buitengewone belastingen (botsing, explosie)  

EN 1991-2: Verkeersbelasting op bruggen   

EN 1991-3: Belastingen veroorzaakt door kranen en machines   

EN 1991-4: Silo's en opslagtanks

Eurocode 2 - Ontwerp en berekening van betonconstructies

EN 1992-1-1: Algemene regels en regels voor gebouwen   

EN 1992-1-2: Algemene regels - Ontwerp en berekening van constructies bij brand   

EN 1992-2: Bruggen - Regels voor ontwerp en berekening en voor detaillering   

EN 1992-3: Constructies voor keren en opslaan van stoffen

EN 1992-4: Ontwerp en berekening van bevestigingsmiddelen voor gebruik in beton

Eurocode 3 - Ontwerp en berekening van staalconstructies

EN 1993-1-1: Algemene regels en regels voor gebouwen   

EN 1993-1-2: Algemene regels - Ontwerp en berekening van constructies bij brand   

EN 1993-1-3: Algemene regels - Aanvullende regels voor koudgevormde dunwandige profielen en platen   

EN 1993-1-4: Algemene regels - Aanvullende regels voor roestvast staal   

EN 1993-1-5: Algemene regels - Constructieve plaatvelden   

EN 1993-1-6: Algemene regels - Sterkte en stabiliteit van staalconstructies   

EN 1993-1-7: Algemene regels - Sterkte en stabiliteit van haaks op het vlak belaste platen   

EN 1993-1-8: Algemene regels - Ontwerp en berekening van verbindingen   

EN 1993-1-9: Algemene regels - Vermoeiing   

EN 1993-1-10: Algemene regels - Materiaaltaaiheid en eigenschappen in de dikterichting   

EN 1993-1-11: Algemene regels - Ontwerp en berekening van op trek belaste componenten   

EN 1993-1-12: Algemene regels - Aanvullende regels voor de uitbreiding van EN 1993 voor staalsoorten tot en met S700   

EN 1993-2: Bruggen 

EN 1993-3-1: Torens, masten en schoorstenen - Torens en masten   

EN 1993-3-2: Torens, masten en schoorstenen - Schoorstenen   

EN 1993-4-1: Silo's   

EN 1993-4-2: Opslagtanks   

EN 1993-4-3: Buisleidingen   

EN 1993-5: Palen en damwanden   

EN 1993-6: Kraanbanen   

Eurocode 4 - Ontwerp en berekening van staal-betonconstructies

EN 1994-1-1: Algemene regels en regels voor gebouwen   

EN 1994-1-2: Algemene regels - Ontwerp en berekening van constructies bij brand   

EN 1994-2: Bruggen   

Eurocode 5 - Ontwerp en berekening van houtconstructies

EN 1995-1-1: Algemene regels en regels voor gebouwen   

EN 1995-1-2: Algemene regels - Ontwerp en berekening van constructies bij brand    

EN 1995-2: Bruggen   

Eurocode 6 - Ontwerp en berekening van constructies van metselwerk

EN 1996-1-1: Algemene regels voor constructies van gewapend en ongewapend metselwerk   

EN 1996-1-2: Algemene regels - Ontwerp en berekening van constructies bij brand   

EN 1996-2: Ontwerp, materiaalkeuze en uitvoering van constructies van metselwerk   

EN 1996-3: Vereenvoudigde berekeningsmethoden voor constructies van ongewapend metselwerk   

Eurocode 7 - Geotechnisch ontwerp

EN 1997-1: Algemene regels   

EN 1997-2: Grondonderzoek en beproeving   

Eurocode 8 - Ontwerp en berekening van aardbevingsbestendige constructies

EN 1998-1: Algemene regels, seismische belastingen en regels voor gebouwen   

EN 1998-2: Bruggen   

EN 1998-3: Beoordeling en hernieuwing van gebouwen   

EN 1998-4: Silo's, opslagtanks en buisleidingen   

EN 1998-5: Funderingen, grondkerende constructies en geotechnische aspecten   

EN 1998-6: Torens, masten en schoorstenen   

Eurocode 9 - Ontwerp en berekening van aluminiumconstructies

EN 1999-1-1: Algemene regels   

EN 1999-1-2: Ontwerp en berekening van constructies bij brand   

EN 1999-1-3: Vermoeiing   

EN 1999-1-4: Koudgevormde platen   

EN 1999-1-5: Schaalconstructies

## Doel
De eurocodes hebben tot doel:
- Uniforme criteria op te stellen voor gebruik binnen heel Europa
- Verschillen in nationale regels te harmoniseren
- Een uniforme basis te creëren voor onderzoek en ontwikkeling
- De uitwisseling van diensten en producten in het bouwwezen te vereenvoudigen
- Het aanbestedingsbeleid voor bouwwerken binnen Europa te vereenvoudigen

Eurocodes zijn verschenen in de talen Engels, Duits en Frans. De vertalingen in deze hoofdtalen worden als norm gehanteerd (en door de CEN bewaakt) totdat andere deelnemende landen hun eigen vertalingen hebben verzorgd. Hiervoor zijn speciale commissies van experts opgesteld onder leiding van nationale normalisatie-instituten. In Nederland is de NEN hiervoor verantwoordelijk maar werkt in dit verband nauw samen met TNO.

## Geschiedenis
De Europese Commissie besloot in 1975 een programma op te stellen voor het wegnemen van handelsbarrières in de bouwwereld. Zo ontstonden in de tachtiger jaren de eerste eurocodes voor ingenieursbureaus.
In 1989 werd deze opdracht door de Europese Commissie overgedragen aan de CEN, de Europese Commissie voor Standaardisatie. Daarna verschenen de eurocodes als Europese proefnormen (ENV) met nationale gebruiksdocumenten (NAD). Deze eerste eurocodes bevatten zogenaamde boxed values zodat rekening kon worden gehouden met nationale verschillen ten aanzien van o.a. veiligheidseisen. Deze zogenaamde proefnormen werden uiteindelijk in 1997 als Europese normen (EN) ingevoerd. De eurocodes zijn nog niet volledig.
Als lidstaten van de Europese Unie nationale normen opstellen op basis van de principes van de eurocodes mogen ze daarnaast een zogenaamde nationaal aanhangsel (NA) of nationale bijlage (ANB) daaraan toevoegen. Daarin zijn nationale parameters opgenomen, voor bijvoorbeeld windbelasting, waardoor er verschillen kunnen ontstaan. Het proces van de invoering van deze Europese normen is nog niet afgesloten maar het streven was om dit in 2010 te bewerkstelligen. In Nederland zijn de Eurocodes opgenomen in het Nederlandse Bouwbesluit 2012 en de bijbehorende Regeling bouwbesluit 2012.
Een van de voornaamste taken voor alle deelnemende landen is om een vertaling te verzorgen in hun eigen landstaal van de Engelse bronteksten.